# 合面镇
合面镇，是中华人民共和国四川省泸州市纳溪区下辖的一个乡镇级行政单位。

## 行政区划
合面镇下辖以下地区：
沙合社区、马桥村、新正村、新设村、郑河村、四坪村、太山村、凤坪村、双凤村、周嘴村、胜利村、大石村、河坎村、杏花村、云地村和石灵村。